# اروندکنار
بندر اَروَندکِنار شهری در شهرستان آبادان از توابع استان خوزستان است. این شهر در انتهای جزیره آبادان واقع شده و واپسین بندر ایران در کرانه اروندرود است که در مرز عراق قرار دارد.
براساس سرشماری عمومی نفوس و مسکن (۱۳۹۵)، جمعیت آن ۱۱۱۷۳ نفر (۳۱۵۶ خانوار) بوده‌است.
<
اروندکنار شامل دو بخش قدیمیتر شمالی (قصبة نصار) و جدیدتر جنوبی (قصبة معمره) می‌باشد. از سال ۱۲۸۱ تا سال ۱۳۰۴ شمسی قصبة نصار بوسیله ی شیخ سهر بن فیصل نصاري و قصبة معمره توسط حاج سلطان کارگزار شیخ خزعل، اداره میشدند. قسمت‌های مختلف این شهر با نهر‌هایی که از رودخانه ی مرزی اروند منشعب شده است،از هم جدا شده اند.نهر‌های حوزه ی شهری از شمال به جنوب عبارتند از دایر، بوچمبه، بودگل، بوطرف، دراچه، خلیفه، مخزوم، قصر(مرکزی)، حد،مچری، معاتیج.در این شهر مساجد و حسینیه‌های فراوانی وجود دارد که از مهمترین آنها می‌توان از حسینیه عطاشه (عطشانیها) و حسینیه سیدالشهداء (سلطانیها) وحسینیه تابع الحجه ومسجد امیرالمؤمنین را نام برد.
در زمان جنگ ایران و عراق، عملیات والفجر ۸ در منطقه اروندکنار انجام شد که اکنون در نهر سعدونی، یادمانی برای این نبرد ساخته شده است و این بنا در جوار اروندرود و در مقابل شهر فاو عراق ساخته شده است.همچنین در جنوب شهر بازمانده‌های پل بعثت که رزمندگان ایرانی از روی آن به شهر فاو تردد می کردند، قرار دارد. و در نهر عوج آلبوصید( نهر شیخ فیصل) نیز کمیته‌ای به فرماندهی شهید شیخ احمد بوصیدی دایر شده بود. 
بزرگ‌ترین بندر صیادی ایران در اروندکنار قرار دارد که در سال ۱۳۸۷ به بهره‌برداری رسید.
این بندر اسکله پهلوگیری به طول ۱۱۶ متر، اسکله خدماتی به طول ۳۲ متر و بیش از ۶۰ متر اسکله پلکانی پهلوگیری دارد.
این بندر قابلیت پهلوگیری بیش از ۱۶۰ فروند موتور لنج و افزون بر ۳۳۰ قایق موتوری صیادی را دارد.
این بخش دارای سه دهستان به نام‌های منیوحی و نصار و نوآباد است منیوحی مهمترین دهستان اروندکنار است که دارای روستاهای مهمی همچون:ابوغزلان، نهرکوت خزعل آباد، ابوعقاب، کوت، ابوشکر، کوت شنوف، ابوخضراوی، ابودیره، سلیم، عفادله و آلبوحمید می‌باشد. مهمترین محصول کشاورزی آن خرما است و دارای انواع سبزیجات و صیفی جات نیز می‌باشد مردم این دهستان علاوه بر کشاورزی به کار صیادی نیز مشغولند و از مهمترین انواع ماهی قابل صید آن می‌توان به صبور، بیاح، چندال و… اشاره کرد.
قابل توجه است که دمای شهر در فصل تابستان به پیش از ۵۰ درجه بالای صفر می‌رسد. ازجمله فعالیت‌های ورزشی مورد علاقه در اروندکنار، هندبال می‌باشد که به همت هیئت هندبال اروندکنار از سال ۸۶ در این شهر آغاز گردیده و توانسته علاقه‌مندان بسیاری را به سمت این رشته سوق دهد.
اسامی نهرهای بخش اروندکنار
بخش اروندکنار شامل ۶۸نهر منشعب شده از اروندرود می‌باشد که ۱۴نهر آن در قسمت شهری اروندکنار ومابقی در دهستان‌های منیوحی نصار و نواباد می‌باشد
۱-نهر خزعل آباد
۲-نهر ابوعقاب 
۳-نهر کوت
۴-نهر ابوشکر
۵-نهر ابوغزلان
۶-نهر ابوخضراوی
۷-نهر دیوان شلیشات
۸-نهر ابودیره
۹-نهر کوت ناصر
۱۰-نهر سلیم
۱۱-نهر عفادله
۱۲-نهر آل بوحمید
۱۳-نهر عراضه
۱۴-نهر نقشه
۱۵-نهر حوزه
۱۶-نهر اعقیبات
۱۷-نهر مساعدی
۱۸-نهر ابودهن
۱۹-نهر سیدیوسف
۲۰-نهر کریم
۲۱-نهر ناصر
۲۲-نهر عوج ابوصید
۲۳-نهر عوج بوحیه
۲۴-نهر مسجد
۲۵-نهر حمیسه
۲۶-نهر ابوشانگ
۲۷-نهر اعرازه
۲۸-نهر کوت نصار
۲۹-نهر ابوعبود
۳۰-نهر ابوصدرین
۳۱-نهر مچری نصار
۳۲-نهر ابوفلفل
۳۳-نهر حمید
۳۴-نهر سن
۳۵-نهر رفیع
۳۶-نهر سعدونی
۳۷-نهر ازرق
۳۸-نهر طلیب
۳۹-نهر ابوعظم
۴۰-نهر عریض
۴۱-نهر دایر
۴۲-نهر ابوچمبه
۴۳-نهر ابودگل
۴۴-نهر ابوطرف
۴۵-نهر خلیفه
۴۶-نهر دراچه
۴۷-نهر مخزوم
۴۸-نهر قصر
۴۹-نهر حد
۵۰-نهر مچری معمره
۵۱-نهر بلامه
۵۲-نهر علیشیر
۵۳-نهر معاتیج
۵۴-نهر نشمی
۵۵-نهر شنوف
۵۶-نهر ابوعلم
۵۷-نهر ناهی
۵۸-نهر عوفی
۵۹-نهر حاج محمد
۶۰-نهر ابتر
۶۱-نهر مچری جنوبی
۶۲-نهر حاج علی
۶۳-نهر بچاچره
۶۴-نهر ابوفلوس
۶۵-نهر قاسمیه
۶۶-نهر قمیجه
۶۷-نهر عوجه(ام انگریز)
۶۸-نهر صلبه
شعرا و ادباء  عرب زبان اروندکنار
منطقه  اروندکنار از دیرباز دارای مردمی فرهیخته و مومن  آشنا با شعر و  ادب بوده است که قبل از جنگ تحمیلی پذیرای مهاجرین زیادی از مردم شهرهای دیگر خوزستان بوشهر عراق بحرین و دیگرکشورهای عربی به جهت آبادانی رونق اقتصادی و کشاورزی گسترده  به‌دلیل وجود رودخانه اروندرود بوده است اما چیزی که بیشتر آنها را مجذوب این منطقه می کرد فرهنگ بالای مردم این دیار که در دل خود شعراء ادباء وعلماي زيادي نظیر علامه شیخ عبدالعظیم ربیعی علامه میرزا احمد جمالدین سیدصاحب ریحانی و بسیاری دیگر بوده است.
اروندرود
اروندرود رودی پهناور در مرز ایران و عراق است، که از پیوستن رودهای دجله(تیگره)، فرات و سپس کارون پدید آمده‌است. ودر بین شهرهای خرمشهر آبادان و اروندکنار در ایران و شهرهای بصره ابوالخصیب و فاو در عراق قرار دارد.
دجله و فرات پیش از پیوستن به کارون در شهر قرنه در ۳۷۵ کیلومتری جنوب بغداد به هم می‌پیوندند. درازای اروندرود از قرنه تا ریزشگاه آن در خلیج فارس ۱۹۰ کیلومتر است. ریزشگاه اروندرود در میان شهر ایرانی اروندکنار و شهر عراقی فاو است. بصره، خرمشهر، آبادان، خسروآباد و فاو  ازجمله بندرهای مهم این آبراه هستند که نقش چشمگیری در رونق بازرگانی منطقه دارند.
اروند واژه‌ای پارسی میانه است به معنی بزرگ و شکوه و در دوره باستان به همه طول رود دجله و اروندرود امروزی گفته می‌شد. اگر اروند را با تلفظ اوروند بخوانیم معنی آب رونده یا رودخانه معنی می‌دهد. نام دجله نیز عربی‌شده تیگره پارسی باستان است که تیگره نیز صورت کهن همان واژه تیز است.
هم‌اکنون ۸۱ کیلومتر از ۱۷۵ کیلومتر طول اروندرود – از محل پیوستن نهر خین به این رودخانه تا مصب آن در خلیج فارس – مرز مشترک ایران و عراق به‌شمار می‌آید. عرض اروند رود بین ۵۰۰ تا ۱۰۰۰ متر و عمق آن بین نه تا پانزده متر در نوسان است و هنگام جزر و مد آب، تغییر می‌یابد و در عین حال برای کشتیرانی مناسب است.
اروند عرضی متغیر بین ۴۰۰ متر تا ۱۰۰۰ متر و عمقی تا حدود ۱۸ متر دارد. جریان آب رودخانه اروند از دو رودخانه دجله و فرات در خاک عراق سرچشمه گرفته و رودخانه کارون نیز بداخل آن می‌ریزد. حرکت آب از شمال به طرف جنوب است که به خلیج فارس منتهی می‌گردد. آب رودخانه اروند که از دریا تأثیر می‌پذیرد، عمدتاً دارای دو حرکت جزر (کاهش ارتفاع آب و حرکت آن به طرف خلیج) و مد (افزایش ارتفاع آب و حرکت آن از دریا به سمت رودخانه) می‌باشد که مجموعاً در طول شبانه روز، چهار بار تکرار می‌گردد. ارتفاع آب در عمیق‌ترین قسمت رودخانه به ۲۵ متر می‌رسد و اختلاف ارتفاع آب در پایین‌ترین حالت جزر و بالاترین حالت مد به ۵/۳ متر می‌رسید.
وضعیت کرانه‌های ایران و عراق در اروند  به‌دلیل رسوبات حاصل از جریان آب متغیر است چنانچه در سال ۴۸ منجر به تغییر حدود مرزی ایران و عراق شد. این تغییرات در ساحل رودخانه وضعیتی مخالف همه به‌وجود آورده‌است. بدین معنا که در آنجایی که ساحل ایران محکم است ساحل عراق سست می‌باشد و متقابلاً آنجایی که ساحل ایران سست است، ساحل عراق محکم است.
در بخشی از قسمت‌های منطقه، زمین آن باتلاقی است چنانچه بیشترین قسمت آن در حاشیه جنوبی جاده ام‌القصر از جزایر حجام تا رأس‌البیشه و منطقه جنوبی آن به سمت خلیج فارس به همین وضع می‌باشد که عرض منطقه باتلاقی آن در بعضی مناطق به ۴ کیلومتر می‌رسد.
بنادر ایرانی خرمشهر و آبادان و اروندکنار  همچنین بزرگترین بندر عراق یعنی بصره در کناره‌های رودخانه واقع شده‌اند. چون این رودخانه بین دو کشور مشترک است از این‌رو بر پایه قوانین بین‌المللی هر دو کشور دارای حقوق یکسان بر رودخانه بوده و شیوه تعیین خط مرز بر رودخانه‌های مرزی یا به روش خط فرض مقسم المیاه (خط فرض منصف وسط رودخانه) یا اگر قابل کشتیرانی باشد مرز مشترک به روش تالوِگ می‌باشد که به معنای خط‌القعر قابل کشتیرانی درحالت جزر کامل می‌باشد.
قدمگاه علی ظاهر
این قدمگاه در روستای نهر مقام منیوحی از توابع اروندکنار قرار دارد که نزد مردم این دیار مقدس و دارای احترام زیادی می‌باشد.
آیت الله عبدالعظیم ربیعی
آیت الله عبدالعظیم ربیعی در۸ذالحجه سال ۱۳۲۳ هجری قمری(۱۲۸۴شمسی)در روستای نهر علم اروندکنار به دنیا آمد.
مرحوم آیت الله الشیخ عبدالعظیم الربیعی از شاگردان مرحوم آیت الله سید ابو الحسن اصفهانی (قدس سره) و آیت الله سید ابوالقاسم خوئی (قدس) و آیت الله سید محسن حکیم (قدس )بود .
ایشان نماینده ی آیت الله سید ابو الحسن اصفهانی و علامه شیخ آقا ضیاء الدین عراقی و آیت الله شیخ عبد النبی عراقی و آیت الله سید ابو القاسم خوئی در آبادان و اروند کنار بود ، مرحوم آیت الله ربیعی در اروند کنار مدرسه علمیه بنا کرد و در آن به مدت 25 سال تدریس میکرد ، کتابها و تألیفات زیادی علاوه بر حواشی و تعلیقات بر کتب سطوح از خود بجای گذاشت..
کتاب‌های علامه ربیعی:
1- کتاب سیاسه الحسین (ع)در شرح واقعه ی کربلا 2- رباعیات ربیعی در موعظه و حکم و امثال 3- دیوان ربیعی در مراثی الحسین (ع) 4- الفیه ربیعی در علم نحو 5- منظومه در منطق 6- منظومه در بلاغه 7- منظومه در عقاید
آیت الله ربیعی درسال ۱۳۹۹ هجری قمری(۱۳۵۸شمسی)در محل زادگاهش وفات یافت مقبره ایشان در نهر علم اروندکنار می‌باشد.
سید عبدالصاحب ریحانی 
سیدعبدالصاحب ریحانی عارف وشاعر عرب زبان درسال ۱۳۱۷ در روستای نهر سیدیوسف اروندکنار دیده به جهان گشود.
ایشان دروس دینی وعربی در نوجوانی و در محضر علماء واساتيد منطقه آغاز کرد و در اوایل جوانی توان خطابه ومنبر یافت و مدتی از عمر پربرکتشان را جهت کسب علوم دینی در نجف اشرف سپری کرد.
عرب زبانان خوزستان ، عراق و کویت و …. با اشعار عاشورایی ، اهل بیتی و اخلاقیش آشنا هستند و اورا تکریم می کنند .
 جز شاعری ایشان خطیبی توانابود و در شهرها و کشورهای بسیار منبر اهلبیت پیامبر را برپا می کرد.
باشروع جنگ تحمیلی به ماهشهر شهرک طالقانی مهاجرت وپس از سالها خدمت به اهلبیت ع در همانجا وفات یافت

کتاب ها و تالیفات سیدعبدالصاحب ریحانی
ریحانی بیش از ۱۹ کتاب به زبان عربی تالیف وچاپ کرده است .
کتاب‌های وی بیشتر اشعار ایشان است اما کتاب‌هایی در زندگی نامه برخی فقها ، تاریخ بنای برخی مساجد و ..است . کتاب‌های شعری مانند : الف الریحانی موسوعه الریحانیه ، دمعه الحبیب فی مصاب الغریب ، العبرات المنبریه ، الدموع الساکبات ، شعاع المنبر ، الابوذیات الریحانی ، لوعه الاسی ، بهجه الابرار ، سلوه المحبین ، مناهل الواردین و……